# Only Seven Left
Only Seven Left is een Nederlandse rockband uit Hilversum.

## Biografie

### Forever Is A Lie (2005-2008)
Only Seven Left kwam begin 2005 bij elkaar en debuteerde in januari 2007 met de ep Forever Is A Lie. Only Seven Left speelde regelmatig in Nederland en trad op in Egypte en België. De band verzorgde voorprogramma's voor onder andere Metro Station, I Am Kloot, Destine en Tokio Hotel. In oktober 2008 besloot voormalig zanger en pianist Wouter Bouma de band te verlaten. Hij maakte plaats voor Bart van Dalen, die de rol van zowel zanger als gitarist op zich nam. Gitarist Roderick schakelde over naar piano.

### It Was All A Dream (2008-2011)
Begin 2010 werd de band door 3FM-dj Coen Swijnenberg benaderd. Swijnenberg werd een maand lang de manager van Only Seven Left en nam de strijd op tegen Sander Lantinga. Swijnenberg en Only Seven Left wonnen deze strijd. Tegelijkertijd was Only Seven Left op tournee met Destine en MakeBelieve. De tournee telde 16 optredens en 12 hiervan waren uitverkocht.
Op 24 september 2010 kwam de debuut-cd van Only Seven Left, It Was All A Dream, uit. De cd werd opgenomen samen met producer Arno Krabman. Op deze cd staan onder andere de singles 'Wake Up Call', 'Sleeping Without You' en een duet met de Nederlandse zangeres Miss Montreal, 'I Am Sorry'. Op de dag van verschijnen van It Was All A Dream begon ook de eerste eigen tournee van Only Seven Left. De It Was All A Dream Tour was helemaal uitverkocht.
In oktober 2010 werd Only Seven Left uitgeroepen tot Serious Talent van 3FM. In het voorjaar van 2011 startte de tweede eigen tournee van Only Seven Left, gesteund door 3FM. De 3FM presents Only Seven Left tour telde 22 optredens door heel Nederland.

### ZangerGezocht.nl / Bjørgen (2011-2012)
In augustus 2011 maakte de band bekend dat zanger Bart van Dalen niet langer deel uitmaakte van Only Seven Left. De band ging op zoek naar een nieuwe zanger. Op ZangerGezocht.nl konden zangers online auditie doen. De band selecteerde elke week een weekwinnaar en op 5 november 2011 werd Bjørgen van Essen in de finale van ZangerGezocht.nl als nieuwe zanger gekozen. Het tweede album zou op 13 april 2012 verschijnen, gevolgd door een tournee van vier shows in Nederland.

### The Comeback (2021-2022)
In 2021 zou Only Seven Left na zeven jaar een comeback maken. In aanloop naar deze show zouden op de zeven vrijdagen voor de shows elke week een nieuwe plaat worden uitgebracht. Vanwege de coronapandemie werden deze concerten verzet naar 2022. Op 30 december 2021 maakten ze alsnog een korte comeback in een live-stream van De Vorstin van 40 minuten.

## Optredens

### Tournees
- Tour in Egypte in 2008 (4 shows)
- 'It Was All A Dream' in 2010 (6 optredens)
- 3FM presents: Only Seven Left (22 optredens)
- Tour in het Verenigd Koninkrijk in 2011
- Tour in België in 2012
- 'Anywhere From Here' in 2012 (3 optredens)
- Headline Tour met Valerius in 2012 (14 optredens)
- Headline Tour in Indonesië in 2013 (3 optredens)
- Headline Tour in Duitsland in 2014
- 'Four to the Floor Tour' in Nederland in april 2014 (3 optredens)
- 'The Final Tour' in Nederland najaar 2014 (8 optredens)

## Bezetting

### Leden
- Bjørgen van Essen - Gitaar, zang (2012-2014, 2021-2022)
- Jochem Winterwerp - Gitaar, zang (2005-2014, 2021-2022)
- Hinne Winterwerp - Bas, zang (2005-2014, 2021-2022)
- Bram de Wijs - Drums, zang (2005-2014, 2021-2022)
- Roderick Knijnenburg - Piano, zang (2006-2012, 2021-2022)

### Oud-leden
- Wouter Bouma - Zang, piano (2005-2008)
- Bart van Dalen - Zang, gitaar (2008-2011)

## Discografie

### Albums
| Album met eventuele hitnotering(en) in de Nederlandse Album Top 100 | Datum van verschijnen | Datum van binnenkomst | Hoogste positie | Aantal weken | Opmerkingen |
| ------------------------------------------------------------------- | --------------------- | --------------------- | --------------- | ------------ | ----------- |
| Forever is a lie                                                    | 19-01-2007            | -                     |                 |              | ep          |
| It was all a dream                                                  | 24-09-2010            | 02-10-2010            | 35              | 2            |             |
| Anywhere from here                                                  | 13-04-2012            | 21-04-2012            | 20              | 1            |             |
| The final album                                                     | 01-12-2014            | -                     |                 |              |             |
| 7                                                                   | 19-11-2021            | -                     |                 |              |             |

### Singles
| Single met eventuele hitnotering(en) in de Nederlandse Top 40 | Datum van verschijnen | Datum van binnenkomst | Hoogste positie | Aantal weken | Opmerkingen                 |
| ------------------------------------------------------------- | --------------------- | --------------------- | --------------- | ------------ | --------------------------- |
| Last night                                                    | 23-09-2005            | -                     |                 |              |                             |
| Turbulence                                                    | 28-06-2008            | -                     |                 |              |                             |
| October tune                                                  | 21-11-2008            | -                     |                 |              |                             |
| My side of the story                                          | 06-06-2009            | -                     |                 |              |                             |
| Wake up call                                                  | 10-01-2010            | -                     |                 |              |                             |
| Sleeping without you                                          | 26-08-2010            | -                     |                 |              |                             |
| Sleighing without you                                         | 07-12-2010            | -                     |                 |              |                             |
| The moonlight sky                                             | 18-04-2011            | -                     |                 |              |                             |
| Love will lighten the dark                                    | 09-03-2012            | -                     |                 |              | Nr. 82 in de Single Top 100 |
| Higher                                                        | 08-06-2012            | -                     |                 |              | Nr. 78 in de Single Top 100 |
| Tonight                                                       | 20-01-2014            | -                     |                 |              |                             |
| Hey You                                                       | 31-03-2014            | -                     |                 |              |                             |

### Compilaties
| Verschijningsdatum | Titel                                 | Track                                           |
| ------------------ | ------------------------------------- | ----------------------------------------------- |
| 23-09-2005         | Planet Heartbreak I                   | 10. Last Night (2005)                           |
| 10-05-2007         | Planet Heartbreak II                  | 04. Intention's Left Your Vacant Smile          |
| 06-06-2009         | Planet Heartbreak III                 | 01. My Side Of The Story                        |
| 27-05-2011         | Penny's Shadow (originele soundtrack) | 03. I Am Sorry                                  |
| 18-04-2012         | Hitzone 61                            | 18. Love Will Lighten The Dark                  |
| 10-10-2012         | Acoustic dance sessions               | 13. Dynamite (cover)                            |
| 05-12-2012         | Slam FM - Grand Slam 2012 Vol. 4      | 12. Turn Your Head Around (Maxable Dance Remix) |
| 25-01-2013         | 100x Liefde 2013                      | 21. Love Will Lighten The Dark                  |

## Trivia
- Hinne Winterwerp werd in 2010 benoemd tot Hittegolf Hunk, een onderscheiding uitgereikt door de Hitkrant.
- Drummer Bram de Wijs is anno 2017 regelmatig te zien in de vlogs van NPO Radio 2-nieuwslezer Matijn Nijhuis.[4]